# СЕФЕ.КО
СЕФЕ.КО (на гръцки: ΣΕΦΕ.ΚΟ) е индустриален комплекс от сгради в град Воден, Гърция.
Разположен е в южния край града, на ръба на Воденското плато и гледа към равнината Сланица. Представлява текстилна фабрика, която е основана в 1929 – 1930 година от братята Сефердзис и Кокинос. Състои се от четири сгради. В тях са разположени съответно производството (предене, тъкане, багрене), административната част, котелът и също така една от тях е сградата с водната турбина и генератора. Основната сграда е производствената сграда, която е двуетажна и правоъгълна. Приземният етаж се използва като помощно пространство. Вторият етаж е разделен вътрешно в пет области – предачна част, текстилна част, пасатор, част за багрене и отделение за довършителните дейности по текстила. На покрива на сградата се състои от осем отделни двойни покриви, които оформят характерните за индустриалните сгради от тази епоха триъгълни фронтони. Стените са прости, плоски, с поредица от правоъгълни отвори.
В 1986 година фабриката е обявена за паметник на културата като „забележителен пример за архитектурата на текстилните фабрики през междувоенния период“.